# Clarecastle
Clarecastle (An Clar eller iriska: Droichead an Chláir, är en ort strax söder om Ennis i grevskapet Clare. Från 2008 till 2016 hade byn en betydande befolkningsökning tack vare dess närhet till Ennis, Shannon och Limerick. I slutet av år 2019 hade tätorten
något under 3000 invånare.

## Namn
Staden är uppkallad efter Clare Castle, som ligger på en ö i den smalaste navigerbara delen av floden Fergus. Det iriska 'Clar', som betyder  "träskiva", används ofta för en träbro. Namnet har troligen sitt ursprung som Clar adar da choradh, vilket betyder "bron mellan två dammar". En annan förklaring till namnet är att familjen de Clare gav slottet dess namn, eftersom de hade förvärvat mark i Kilkenny och Thomond som innefattade slottet. År 1590 uppkallades Clare County efter slottet, som har ett strategiskt läge.
Clarecastle (Clare Abbey) är en församling i det romersk-katolska stiftet Killaloe. Det är också känt som Ballyea/Clarecastle. Clare Abbey och Killone Abbey är sammanbundna av en gångstig, Pilgrim's Road.

## Historia
Clarecastles hamn användes tidigare för export och för godstransporter till den närliggande staden Ennis, som inte kunde nås genom navigering på floden Fergus.

### Clares hamn
Clares hamn utgjordes av huvudkajen i Clarecastle och en ytterligare förtöjningsplats nedströms mot flodmynningen. Clare var en livlig hamn under sin tid, vilket tillät säker navigering och förtöjning för fartyg nära staden Ennis. Kajen är cirka 155 meter lång och färdigställdes 1845 under överinseende av ingenjör Thomas Rhodes, chefsingenjör till Shannon Commissioners.
Kajen används inte längre för godstransporter eller för stora fartyg, men är lämplig för förtöjning av mindre fartyg och för fritidsfartyg, med en årlig regatta som hålls i juni. För större fartyg är kajområdet inte alltid tillgängligt på grund av tidvattnet, som regelbundet medför att området nästan torrläggs.
Under den historiska toppen av kommersiell aktivitet i hamnen nödvändiggjorde Clarecastles läge nära Shannons och Fergus flodmynningar med tidvatten och sediment att man måste använda lots. Stora fartyg kunde inte ta sig till kajen,eftersom det var för grunt. Flödet av sediment till flodmynningen och nedre Fergus påverkas också av historiska landåtervinningsarbeten. Navigering bortom Clarecastle mot Ennis omöjliggörs av en fördämning norr om kajen. Den begränsar tidvattnets påverkan uppströms, som en del av en strategi för att motverka översvämningar.

## Sport
Det lokala Gaelic Athletic Association (GAA)-laget är Clarecastle GAA. Klubbens färger är svartvita och de är kända som Skatorna.

## Kända personer
Kompositören Gerald Barry föddes i Clarecastle 1952.

## Galleri

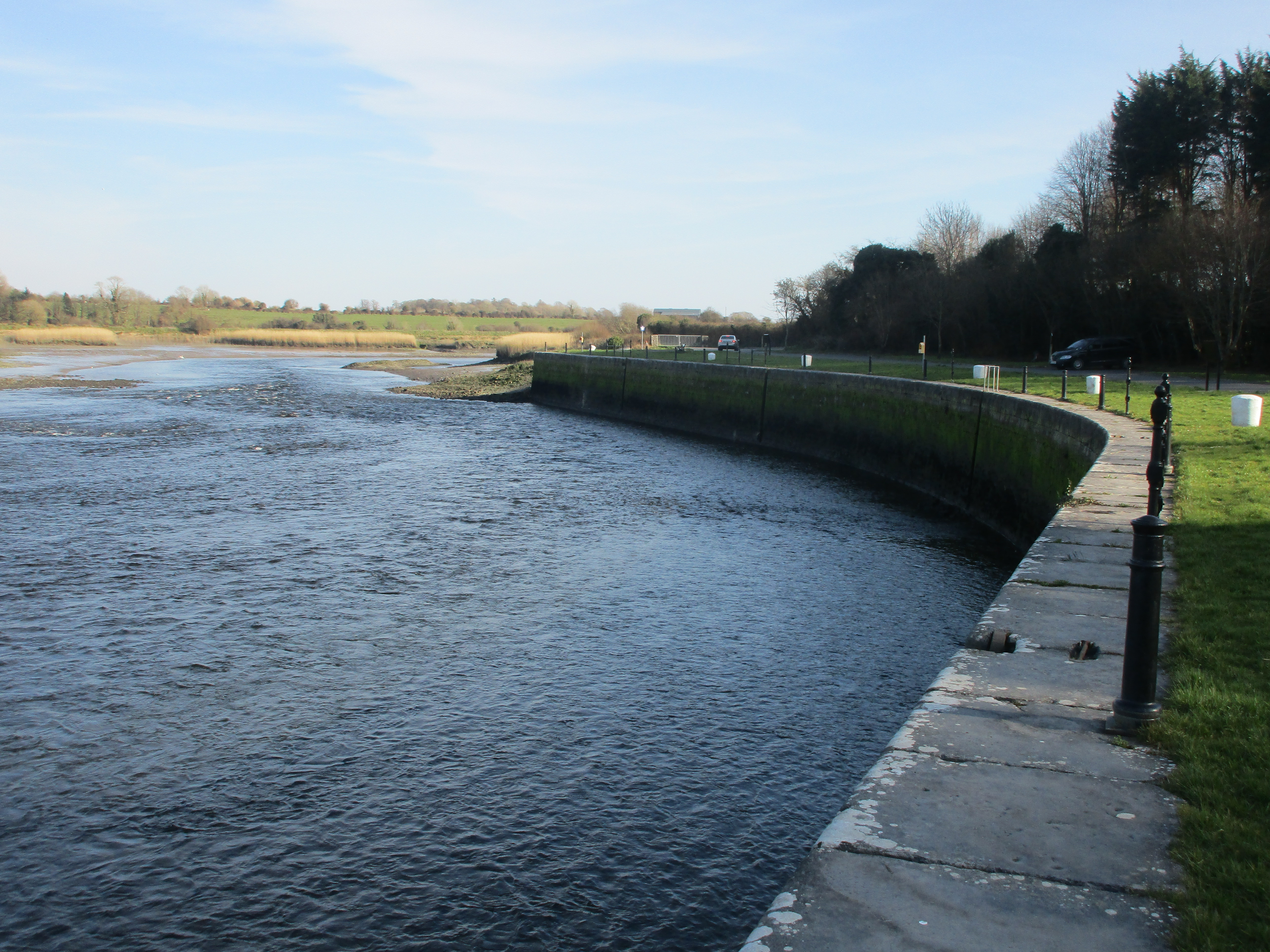
Kajen var en gång en livlig hamn som fungerade som hamn i Ennis
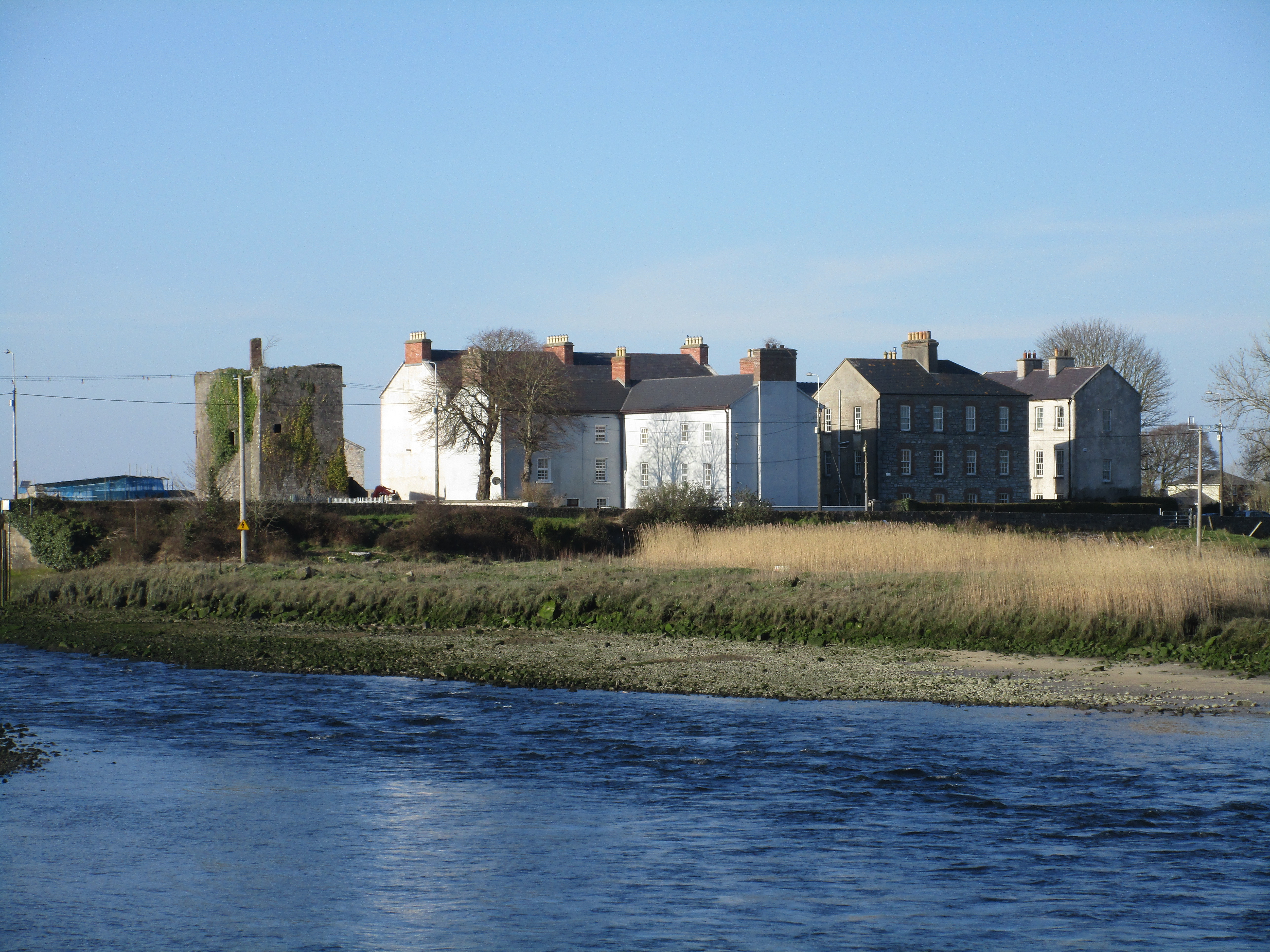
Till vänster ruinerna av själva slottet, namngivaren av byn. I mitten den före detta militärkasernen.
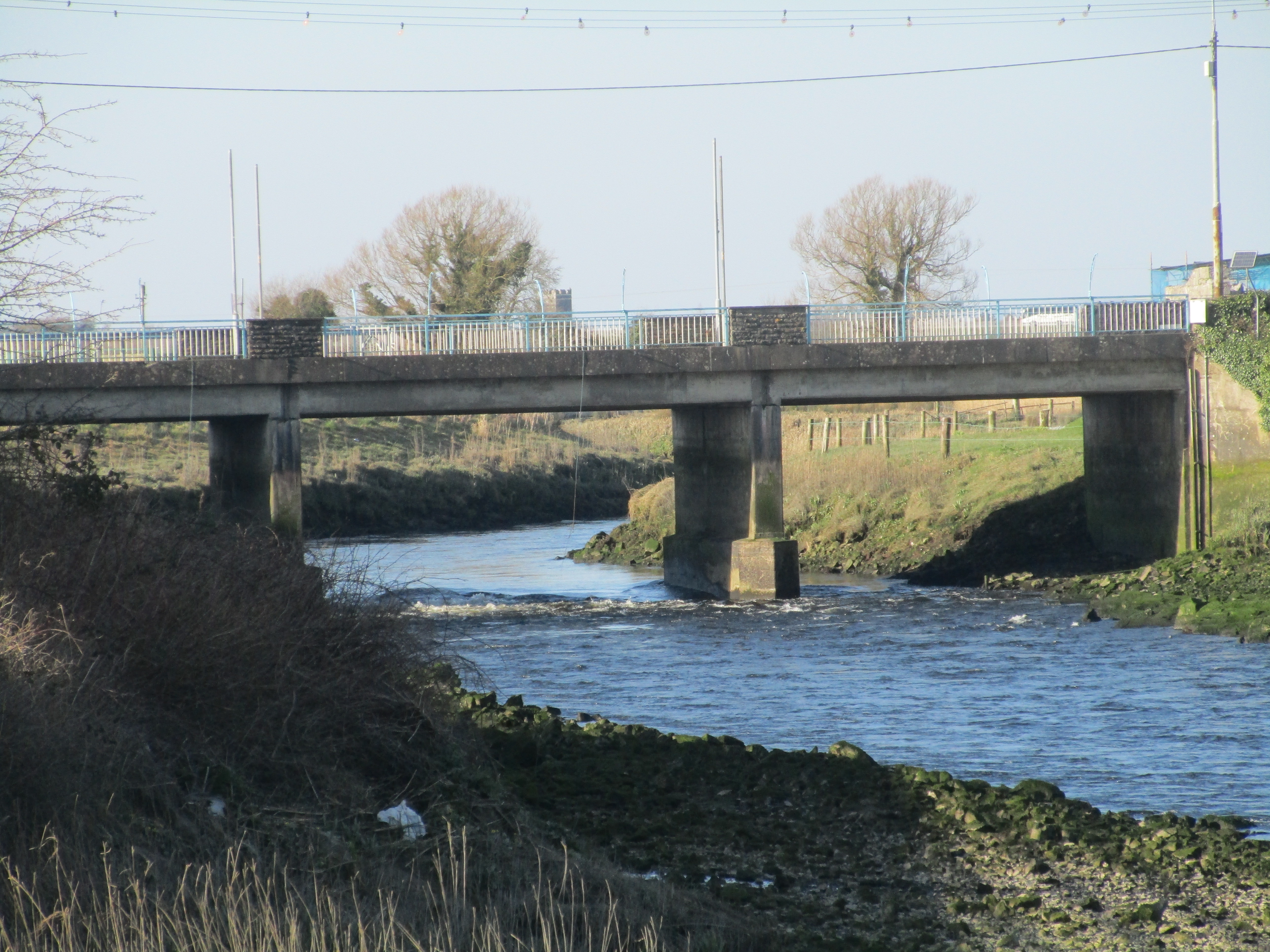
Bron byggdes på 1970-talet och ersatte en bro med fem valv för att klara den ökande trafiken
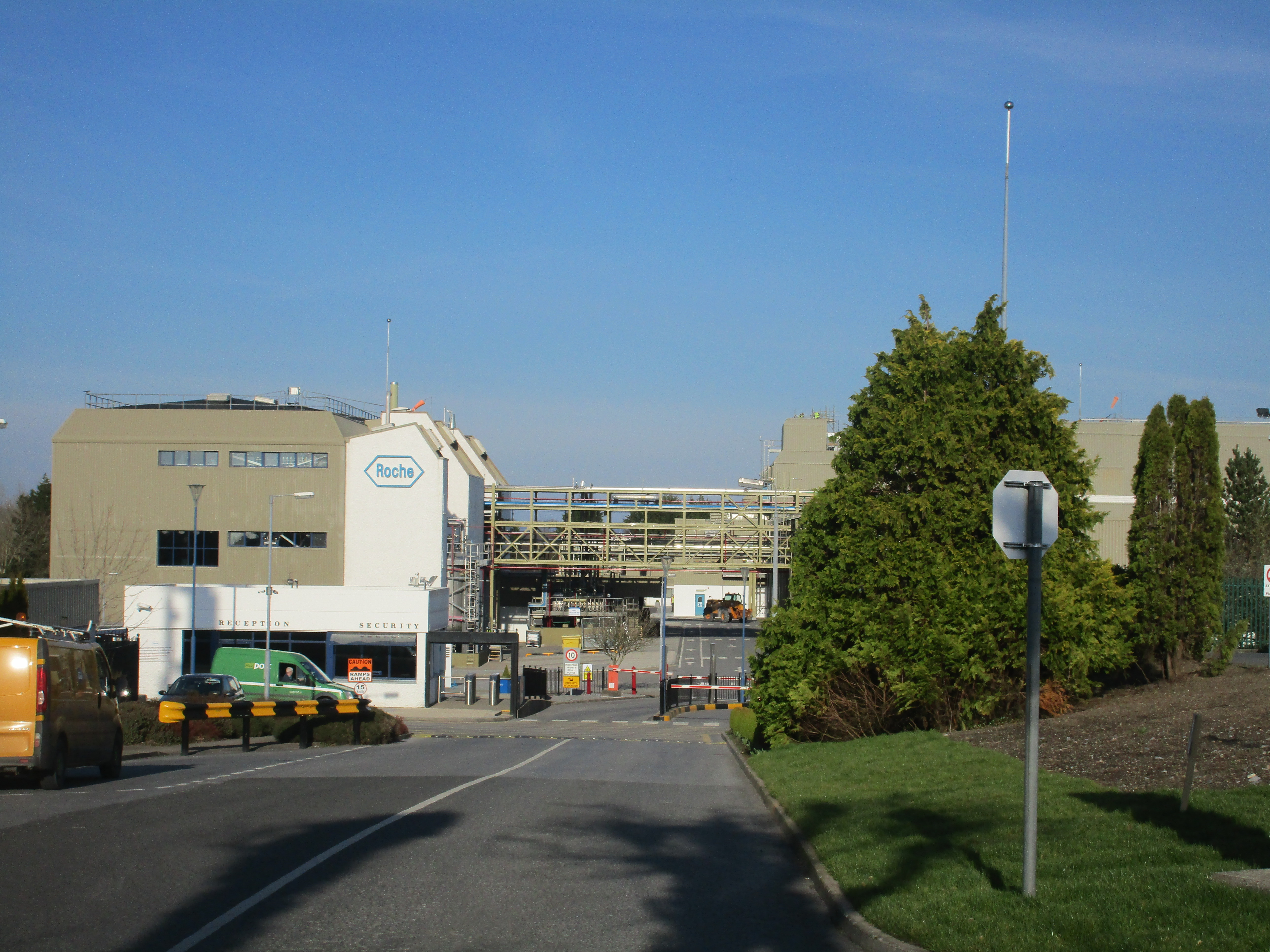
Fabriken Roche var tidigare den största arbetsgivaren i Clarecastle
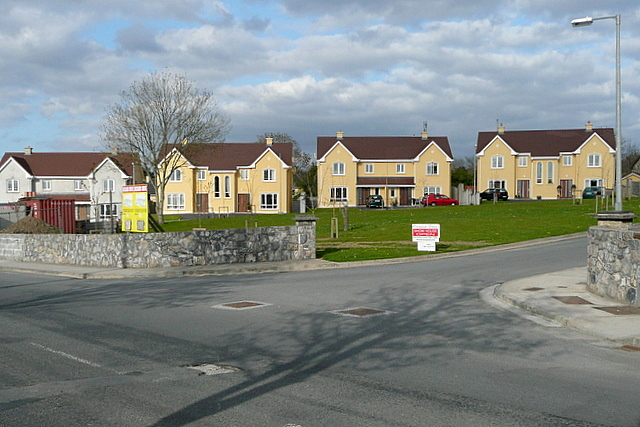
Bostadshus utanför Hill View
Kajvägg vid Clarecastle vid lågvatten 2019.